# Institut français d'architecture
 (octobre 2017).
Si vous disposez d'ouvrages ou d'articles de référence ou si vous connaissez des sites web de qualité traitant du thème abordé ici, merci de compléter l'article en donnant les références utiles à sa vérifiabilité et en les liant à la section « Notes et références ».
Pour les articles homonymes, voir IFA.
L'Institut français d'architecture (IFA) est un organisme créé en 1981 pour assurer la promotion de l'architecture contemporaine française. Longtemps localisé rue de Tournon à Paris, l'IFA a été l'un des trois départements de la Cité de l'architecture et du patrimoine à sa création.
L'IFA est tout à la fois lieu de réflexion, d'exposition et de mémoire de l'architecture des XXe et XXIe siècles. Il est avant tout un producteur de programmes consacrés à la diffusion de la création architecturale vivante en France et à l'étranger vers un large éventail de publics. 
Il s'est aussi vu confier, par la direction des archives de France, la mission de « centre intermédiaire de traitement » auprès des archives nationales. Pour assurer cette mission, a été créé un service dénommé « Centre d'archives d'architecture du XXe siècle » (rue de Tolbiac dans le 13e arrondissement de Paris), ouvert au public depuis 1986. Ce centre conserve à ce jour[Quand ?] plus de 400 fonds d'archives d'agences d'architectes (mais aussi d'urbanistes, ingénieurs, décorateurs...), français pour la plupart (liste exhaustive des fonds, présentations et inventaires illustrés, mis en ligne en 2007, sur le site ArchiWebture).

## Présidents
- Jacques Narbonne : 1981-1982
- Max Querrien : 1982-1988
- Jean Millier : 1988-1997
- François Barré : 1997-1999
- Dominique Perrault : 1999-2001
- Florence Contenay : 2001-2004
- François de Mazières : 2004-2012 (président de la Cité de l'architecture et du patrimoine)
- Guy Amsellem : 2012-2018 (président de la Cité de l'architecture et du patrimoine)
- Marie-Christine Labourdette : 2018- (présidente de la Cité de l'architecture et du patrimoine)

## Histoire
La décision de créer un institut national pour l'architecture a été prise et annoncée en novembre 1977 par le président de la République, après le vote de la loi no 77-2 du 3 janvier 1977 sur l'architecture. C'est au début de l'été 1980, que le premier directeur de l'association est nommé et l'ouverture au public a lieu à l'automne 1981. En tant qu'organisme de formation, de confrontation des connaissances et de diffusion culturelle, il doit être un lieu de rencontre et de réflexion ouvert à tous ceux qui contribuent à faire l'architecture. Ses missions, telles que définies dans le rapport sur les orientations de l'Institut Français d'architecture - Programme d'action de 1981-1982, sont  :
- Améliorer les connaissances sur l'architecture
- Promouvoir le débat et la critique architecturale
- Préserver et mettre en valeur le patrimoine documentaire
- Faire entrer l'architecture dans le champ culturel des Français.

L'IFA s'installe et occupe une partie de l'Hôtel de Brancas (XVIe siècle) au numéro 6 de la rue de Tournon à Paris, à quelques pas du Sénat, les travaux d'aménagement sont confiés à l'architecte Gilles Bouchez.
On y trouve : un espace d'exposition au 6bis, une petite cafétéria donnant sur le jardin, une bibliothèque sur la cour, des salles de réunions et de conférences et les bureaux.
Au début des années 1980, l'Institut s'organise en plusieurs laboratoires et services sous la direction de 4 départements:
- Le département Échanges et Formations (dirigé par Jean-Pierre Epron)
- Le département Archives, Histoire et Documentation (dirigé par Maurice Culot)
- Le département Actualité et Diffusion (dirigé par François Chaslin)
- Le département Architecture comparée (dirigé par Pierre Clément)[4].

Cette organisation évolue au fil du temps, en 1986 les archives ouvrent une antenne rue de Tolbiac ; Patrice Goulet prend la suite de François Chaslin à la tête du service des expositions... Les Galeries d'expositions sont réaménagées en 1993.
En 1998, l'Institut français d'architecture porte la mission de préfiguration de la Cité de l'architecture et du patrimoine sous la direction de Jean-Louis Cohen.
L'Ifa quitte alors la rue de Tournon en 2003 pour s'installer provisoirement au Palais de la Porte Dorée avant de devenir l'un des départements de la Cité de l'architecture en 2004 (jusqu'en 2016) et  rejoint le Palais de Chaillot en 2006.

## Les expositions présentées à l'Ifa
- Architecture en France, modernité/postmodernité (nouvelles tendances de l'architecture française), présentée du 17.11.81 au 06.02.82
- Vittorio Gregotti, l'architecture et le territoire, présentée du 16.02.82 au 03.04.82
- Carl Zehnder, architectures idéales, présentée du 16.02.82 au 10.04.82
- Projets des architectes Gangnet et Léon (dans le cadre de la galerie d'actualité), présentée du 16.02.82 au 06.03.82
- Institut du Monde Arabe, résultat du concours, présentée du 23.02.82 au 20.03.82
- Hommage à Ricardo Rodino (dans le cadre de la galerie d'actualité), présentée du 09.03.82 au 20.03.82
- La Courneuve, concours de la cité des 4000, les sept projets de restructuration du concours de janvier 1982, présentée du 23.03.82 au 24.04.82
- Roubaix Alma Gare, lutte urbaine et architecture, présentée du 15.04.82 au 15.05.82
- Urbain Vitry 1802-1863, un architecte toulousain, présentée du 15.04.82 au 19.05.82
- Chambéry, concours de la maison de la culture, présentée du 04.05.82 au 29.05.82
- PAN XII, du logement aux équipements de quartier, présentée du 18.05.82 au05.06.82
- La Villa Laurentine et l'invention de la villa romaine, présentée du 25.05.82 au 18.09.82
- Une nouvelle architecture à la conquête des hôpitaux de Paris, présentée du 08.06.82 au 19.06.82
- Kisho Kurokawa une architecture de symbiose, présentée du 29.06.82 au 18.09.82
- What to see in Paris ? œuvres récentes à voir, présentée du 29.06.82 au 18.09.82
- La Construction Moderne, stratégies constructives, présentée du 28.09.82 au 20.11.82
- Hommage à Jean Renaudie et Un hôpital d'Architecture Studio (dans le cadre de la galerie d'actualité), présentées du 28.09.82 au 16.10.82
- Tadao Ando, minimalisme, présentée du 28.09.82 au 20.11.82
- Charles Vandenhove, une architecture de la densité, présentée en 1985.